# Commission scientifique et technique indépendante sur la reconnaissance de la liberté académique dans le milieu universitaire
La Commission scientifique et technique indépendante sur la reconnaissance de la liberté académique dans le milieu universitaire, dite commission Cloutier et anciennement nommée Comité d'experts sur la reconnaissance de la liberté académique, est une commission mise sur pied par le gouvernement du Québec durant l'hiver 2021 afin d'émettre des recommandations relatives aux principes de la liberté académique en milieu universitaire. Elle a été créée en réaction à la polémique sur la liberté académique à l'Université d'Ottawa.
Cette commission est composée de cinq membres : Alexandre Cloutier (président), Yves Gingras, Josée Maurais, Aline Niyubahwe et Chantal Pouliot. La commission, dont les travaux commencent au printemps 2021, doit consulter les milieux concernés durant l'été et publier son rapport à l'automne. Il appartiendra alors au gouvernement d'adopter les recommandations (hiver 2022) et de mettre en place des mécanismes d'application (automne 2022).
Dès ses débuts, la commission suscite la participation de personnalités bien connues dont l'avocat Julius Grey, le professeur de droit Pierre Trudel et l'écrivain Hans-Jürgen Greif, de même que de grandes organisations dont la Commission des droits de la personne et des droits de la jeunesse, le Conseil supérieur de l'éducation, la Fédération des professionnèles, la Fédération nationale des enseignantes et des enseignants du Québec et l'Union étudiante du Québec.
Pour sa part, Daniel Jutras, recteur de l'Université de Montréal — qui a réaffirmé à l'été 2021 son engagement en faveur de « la liberté d’expression de tous les membres de sa communauté, dans les limites des règlements et politiques institutionnels, et des lois québécoises et canadiennes » —, s'oppose à l'adoption d'une politique nationale en la matière, craignant l'ingérence de l'État dans les affaires universitaires.
Dans le cadre de la commission, un questionnaire soumis à des professeurs et chargés de cours en été 2021 révèle que les enseignants francophones sont plus préoccupés par l’autocensure que les anglophones. Ce sondage montre qu'une plus grande proportion de ces derniers croient qu'il faudrait interdire l’utilisation de certains mots en contexte universitaire, une idée qui demeure cependant minoritaire dans les deux communautés linguistiques
. Ce même questionnaire suggère qu'une majorité des professeurs d'université du Québec se seraient soumis à de l'autocensure et estiment qu'il faudrait protéger la liberté académique au moyen de normes nationales.

## Conclusions
La commission dépose son rapport le 14 décembre 2021. Il comporte cinq recommandations.

## Suites données
L'Assemblée nationale adopte la Loi sur la liberté académique dans le milieu universitaire le 3 juin 2022.